# 지빌레 발추나이테

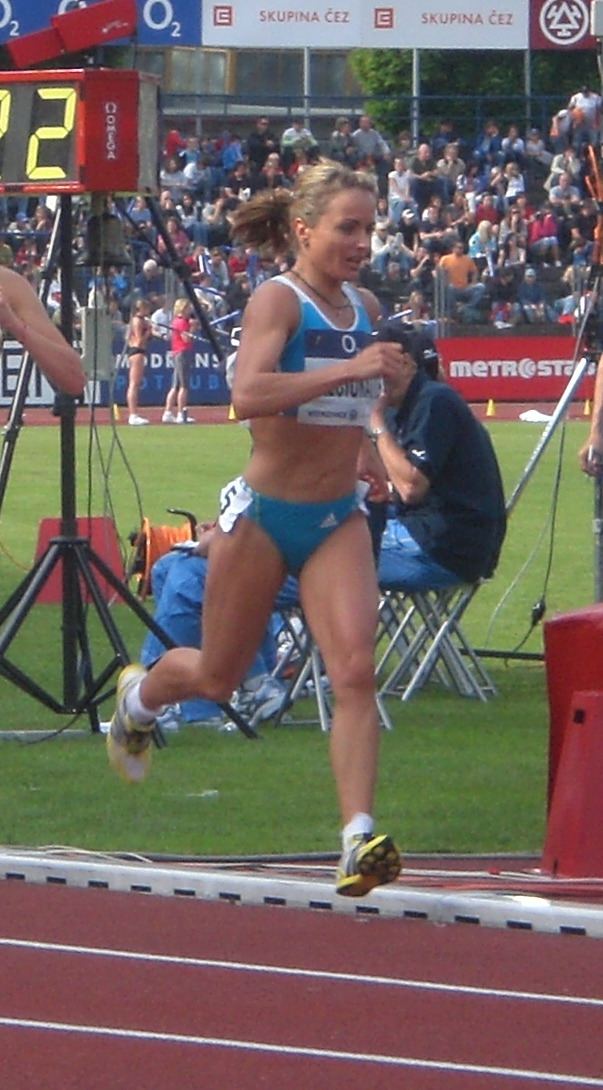
2010년 골든 스파이크 오스트라바 대회 당시의 발추아니테

지빌레 발추나이테(리투아니아어: Živilė Balčiūnaitė, 1979년 4월 3일 ~ )는 리투아니아의 은퇴한 육상 선수로 주 종목은 마라톤이다. 

## 생애
2006년 스웨덴 예테보리에서 열린 유럽 선수권 대회에서 마라톤 4위를 했다. 이후 2004년에 그리스 아테네에서 열린 2004년 하계 올림픽에서 14위를 했다. 2008년 중화인민공화국 베이징에서 열린 2008년 하계 올림픽에서 11위를 했다.
2011년 4월 리투아니아 육상 연맹은 발추나이테가 약물 양성 반응 때문에 2년 동안 선수 자격 정지 징계를 받았다고 발표했다.